# 舘ひろし
舘 ひろし（たち ひろし、1950年〈昭和25年〉3月31日 - ）は、愛知県出身の俳優、シンガーソングライター。東映俳優センター、石原プロモーションに所属後、現在は舘プロ所属。身長180cm、体重68kg。本名は舘 廣（読み同じ）。

## 来歴
愛知県名古屋市中区老松町生まれ。名古屋市立新栄小学校から名古屋市立白山中学校卒業。小学生のころは鈍臭かったため、当時は「どんくさ舘」と呼ばれていた。
愛知県立千種高等学校ではラグビー部の主将を務めた。医者になりたかったが勉強をろくにせず医大の試験に落ち、絵画が好きだったことから建築家になろうと決めた。二浪して千葉工業大学に入学。同大学の千種寮に入るがその厳しさに夜逃げし、学生の間で「夜逃げの四棟」と呼ばれる伝説となっている。在学中、ピーター・フォンダ主演のアメリカのバイカー映画を見てバイクに憧れ、遊びに夢中になる。革ジャンにサングラスで、大型バイクにまたがり、やがて東京・原宿でオートバイチーム「COOLS」を結成。それが芸能関係者の目に留まる。デビュー後も同大に長らく在籍したままだったが、中退した。休学中も母親が実家の名古屋から毎年上京し本人に内緒で10年間の学費を納め続けていたという。
2021年3月22日、千葉工大特別卒業認定制度に基づいて、入学から51年を経て卒業証書を授与された。千葉工業大学工学部建築学科卒業。

### クールスから俳優へ
その後は岩城滉一とともに原宿・表参道を拠点にした硬派バイクチーム「クールス」を総括。矢沢永吉がリーダーだったロックバンド「キャロル」の親衛隊として有名となり、キャロルの解散コンサートのDVDにも登場している。
1975年、バイクチーム「クールス」からの選抜メンバーで結成されたロックバンド「クールス」のボーカルとして『紫のハイウェイ』（矢沢永吉（五大洋光）作曲）でデビュー。1977年のソロデビューの際には、"太ったライオンが勝つか、しなやかな黒豹が勝つか"とのキャッチフレーズでプロモーションに打って出て、矢沢を挑発するものとして話題を呼んだ。
また、当時の東映社長・岡田茂に誘われ東映に籍を置き、『東映俳優センター』に所属、俳優としてのキャリアもスタートさせる。1976年、映画『暴力教室』で銀幕デビューを果たし、バイクを乗り回す不良生徒役で、主演で教師役の松田優作と殴り合う姿は鮮烈な印象を残した。同作を観た岡田茂東映社長が、東映での舘の売り出しを指示し、同年『男組 少年刑務所』で映画初主演。1978年には『皮ジャン反抗族』（長谷部安春監督）、1980年『薔薇の標的』（村川透監督）と東映で計3本の主演映画が製作された。これらの映画は暴走族のイメージがあるクールスを引きずり、また実際に本人の趣味でもあったため、オートバイを駆使する姿がトレードマークとなった。また、『新・女囚さそり 特殊房X』では、後年を通じても珍しい、完全な悪役（刑務所に新任のエリート課長。全く内面や心情の描写がなく残虐に徹する）も経験している。
1978年10月7日公開の角川映画『野性の証明』には、地方の大物フィクサー大場一成（演、三國連太郎）の息子、暴走族のリーダー大場成明（なるあき）役として、参加している。
テレビドラマに初出演した『西部警察』（テレビ朝日）シリーズでの登場をきっかけに渡哲也と出会い、最初は、ハーレーダビッドソンを駆使する無頼漢的キャラクターの巽総太郎（愛称「タツ」）役で登場していたが、番組初回から半年間の出演契約となっていたために、半年後の第30話で西部署で最初の殉職刑事となり一旦降板している。1980年春の文献に東映で大々的に舘を売り出す計画があり、万全を期すため降板したと書かれたものがある（薔薇の標的 (1980年の映画)#製作）。
西部警察の撮影初日、東映時代から愛用している黒いディレクターズチェアを石原、渡のディレクターズチェアの横に置いたところ、石原から「10年早いな」と言われ、周囲のフォローを無視して「時代が違いますよ」と反論すると、石原は「悪かったね。時代が違うんだ」と笑って理解を示した。

### 石原プロモーション入り
そして1981年、第109話「西部最前線の攻防（前編）」から、先に殉職した巽刑事役とは別人の鳩村英次役（愛称「ハト」）で再登場。西部警察の撮影中に専務の小林正彦に石原プロモーションへ入社を誘われ、渡哲也に相談していたが、この間の1983年に入社、『西部警察 PART-III』の最終回まで出演していた。『西部警察』に出演して学んだことは「共演することで石原裕次郎、渡哲也という2人の映画スターを先生に持てたことで受けた影響は強い」と語っている。
石原プロモーションに入ったきっかけは、社長の石原裕次郎ではなく渡哲也への憧れからであった。渡には『西部警察』放映時の頃から気に入られており、同番組の地方ロケで宿泊したホテルでの飲み会で、他の皆が御開きにした後も渡に勧められるままに、明け方まで一緒に杯を交わしたという。
『西部警察』シリーズ終了後のテレビドラマではバイクを駆るキャラクターを前面に出す役柄は減ったものの、『あぶない刑事』（日本テレビ）シリーズでは、クライマックスシーンでハーレーなど大型バイクに乗りショットガンを構える姿が「十八番」となっており、相棒役の柴田恭兵とともに還暦以降も激しいアクションを披露した。ドラマでの役柄は所属する石原プロモーション制作やセントラル・アーツを中心に、刑事役が圧倒的に多かったが、近年は時代劇やコミカルな現代劇にも多数出演するようになり、役柄の幅を拡げている。
俳優を始めた頃は撮影所に対するイメージのギャップや、カメラの前に立つ事の違和感、嘘の世界である仕事に納得できなかった。ただ、物を作っていくという過程は楽しかったと述べている。1970年代後半には石原プロから『大都会』（日本テレビ）への出演依頼を受けていたが、当時は「刑事役はやりたくない」と断っていた。刑事ドラマにおける銃の扱い方にはこだわりが強く、「西部警察」の頃は撮影が終わってから、プロップガンを借りて、自宅でプロっぽい仕草を練習していたと当時を語っている。さらに銃撃シーンで右手で銃を構える際に左手を胸に添える独特のスタイルについては「（試行錯誤の末に）最終的にこの形に落ち着いた」と語るが、銃を構えたまま走る姿については、舘自ら千種高校ラグビー部の経験を引き合いに出し、「腕を振らない独特の走り方は『ラグビーボールを拳銃に持ち替えただけ』ともコメントしている。なお、あぶない刑事などの技斗を担当する高瀬将嗣によると、「添えた左手は『心臓の上をガードする』という意味」で、大変勉強になったと後に語っている。
1995年から1997年には、全日本F3000とフォーミュラ・ニッポンに参戦していた「NAVI CONNECTION Racing Team」の監督を務めた。「女の子を口説くつもりで（2ndドライバーを探しに）鈴鹿サーキットへ行ったのに、逆にマッチに口説かれた」と近藤真彦の全日本F3000デビューを後押ししている。
2007年放送の『パパとムスメの7日間』（TBSテレビ）で、新垣結衣扮する娘と体が入れ替わる父親役を演じ、「あの作品のおかげで今の僕がある」と役者として大きな転機になったと話している。
2011年3月28日、石原プロモーション取締役を辞任。マネジメント契約はその後も継続した。
2018年、古巣である東映の黒澤満プロデューサーに薦められ主演した『終わった人』で第42回モントリオール世界映画祭ワールド・コンペティション部門最優秀男優賞を受賞。
2018年9月20日、ラグビーワールドカップ2019 日本大会の”PRキャプテン”に任命される（同Twitterアカウント開設）。
2019年ワールドカップ本大会前に、情報番組『アナザースカイⅡ』（日本テレビ）のロケで、ニュージーランドを訪れた。映画「さらば　あぶない刑事」以来の訪問で、親交のあるラグビー元ニュージーランド代表のジョン・カーワンとの交流の模様などが放送された。
2020年、旭日小綬章受章。

### 舘プロ設立
2021年1月16日、石原プロモーションが解散。3月17日、新たに芸能事務所「舘プロ」を設立したことを発表。4月1日から同プロの所属俳優として活動する。

## 人物
- 2男1女の長男[1][4][38]。父親は内科医[39]で「舘医院」院長、弟も医師で「舘ハートクリニック」開業。
- 江戸時代、舘家は現在の岐阜県海津市で、庄屋なども務めた百姓であった。しかし、高祖父の舘九平治は長男ではなかったため名古屋に出た後、1855年（安政2年）に尾張藩の御手筒組同心受井清次郎より株譲りを受け、受井の跡を新規召抱で御手筒組同心となる。尾張藩では内職が職芸として公認されており九平治は指物を職芸とした。高祖父以来の住まいは御手筒組増組の組屋敷（足軽屋敷）で、維新後に愛知県より舘家と妻の実家杉山家部分の払下げを受け現在も舘家所有[39]。
- 愛知県庁の土木技師であった祖父[39]が英国好きで、舘家には牛乳紅茶を飲む「ティータイム」があった。舘自身もその後英国好きになり、1996年8月、元日産ミス・フェアレディの妻との結婚式は英国で行っている。舘の愛車はモーガンで、毎週の乗馬への往復時など自分で運転する時はモーガン、仕事時など自分で運転しない時はジャガーに乗っていた。どちらも英国製自動車であった（現在はメルセデス・ベンツを所有している）。
- 大学生時代のバイト先（原宿にあった洋服屋「GRASS」[40]）の同僚にドン小西がいた。
- 20歳ぐらいの頃（1970年以降）からジェームズ・ディーンに憧れて喫煙を始めた。かつては1日に平均80本タバコを吸う極度なヘビースモーカーであったが、60歳を迎える年（2010年）に禁煙のCMへの出演が契機となって卒煙を決意[41][42]。その後は「かながわ卒煙塾」の塾長に任命されたり、ファイザーの禁煙啓蒙活動に参加するなどして禁煙の普及に努めている[41]。2012年の世界禁煙デーのイベントに参加した際には、自身の肺年齢が「95歳」であることを明かした[43]。
- 人生の転機と話す渡哲也を敬愛するようになったきっかけとして、「それまで会った東映の先輩俳優に挨拶しても『おうおう、頑張れや』とたばこを吸いながら返されたり、すごく軽んじられた。ところが渡さんは自分を見つけてパッと立って、『舘くんですね、渡です』と言って握手してくれた。そんな俳優、それまで一人もいなかった。それだけに凄く衝撃があって嬉しかった」と話している[5]。なお、この話は渡が石原裕次郎を心酔するきっかけと同じである[44]。

## 音楽活動
石原プロの俳優で歌手も兼任している人物は、石原裕次郎と渡哲也、そして舘ひろしであるが、前記の2人の発表してきた楽曲はどちらかというと歌謡曲または演歌としての色合いが強いが、舘の方はロックバンド出身であるためか、50代半ばにリリースした『貴女と…』もJ-POPのジャンルに入る。
自身が出演するドラマのテーマを手掛けることが多く、テレビ版『あぶない刑事』、『ゴリラ・警視庁捜査第8班』（テレビ朝日）のオープニングテーマを作曲した。

### シングル
| 発売日                               | 規格品番       | 面             | タイトル                                                       | 作詞                | 作曲              | 編曲               |
| キングレコード                       | キングレコード | キングレコード | キングレコード                                                 | キングレコード      | キングレコード    | キングレコード     |
| ------------------------------------ | -------------- | -------------- | -------------------------------------------------------------- | ------------------- | ----------------- | ------------------ |
| 舘ひろしとセクシー・ダイナマイツ名義 |                |                |                                                                |                     |                   |                    |
| 1977年                               | GK-125         | A              | ロックン・ロール・ライダー                                     | たちひろし          | 長戸大幸          | 長戸大幸           |
| 1977年                               | GK-125         | B              | この世界に                                                     | たちひろし          | 長戸大幸          | 長戸大幸           |
| 1977年9月21日                        | GK-140         | A              | 朝まで踊ろう                                                   | たちひろし          | 長戸大幸          | Alan Moore         |
| 1977年9月21日                        | GK-140         | B              | マンハッタン・ブルース                                         | たちひろし          | 長戸大幸          | Alan Moore         |
| 1978年                               | GK-172         | A              | ミスター・センチメンタル・ロンリー・ボーイ                     | たちひろし          | たちひろし        | Alan Moore         |
| 1978年                               | GK-172         | B              | さよならも言わずに                                             | たちひろし          | たちひろし        | Alan Moore         |
| 1978年5月5日                         | GK-205         | A              | ミッドナイト                                                   | たちひろし          | たちひろし        | 長戸大幸           |
| 1978年5月5日                         | GK-205         | B              | 流れる時を止めて（STOP THE TIME）                              | たちひろし          | たちひろし        | 長戸大幸           |
| 1979年                               | GK-304         | A              | 一晩だけなら just one night                                    | たちひろし          | たちひろし        | Robert M. Friedman |
| 1979年                               | GK-304         | B              | Black Diary 黒い日記                                           | たちひろし          | たちひろし        | Robert M. Friedman |
| 舘ひろし名義                         |                |                |                                                                |                     |                   |                    |
| 1980年                               | K06S-10        | A              | 朝まで踊ろう                                                   | たちひろし          | 長戸大幸          | 長戸大幸           |
| 1980年                               | K06S-10        | B              | 流れる時を止めて（STOP THE TIME）                              | たちひろし          | たちひろし        | 長戸大幸           |
| 1980年                               | K06S-11        | A              | 今宵シャンペンで                                               | たちひろし          | 芳野藤丸          | Robert M. Friedman |
| 1980年                               | K06S-11        | B              | 都会                                                           | たちひろし          | 小田裕一郎        | Robert M. Friedman |
| EPIC・ソニー                         |                |                |                                                                |                     |                   |                    |
| 1980年6月21日                        | 06・5H-41      | A              | 都会の風に                                                     | 舘ひろし            | 舘ひろし          | Robert M. Friedman |
| 1980年6月21日                        | 06・5H-41      | B              | クールな奴さ                                                   | 舘ひろし            | 舘ひろし          | Robert M. Friedman |
| 1980年10月21日                       | 07・5H-55      | A              | ベイビー・ドール                                               | 舘ひろし            | 舘ひろし          | Robert M. Friedman |
| 1980年10月21日                       | 07・5H-55      | B              | 東京-TOKYO                                                     | 舘ひろし            | 舘ひろし          | Robert M. Friedman |
| 1981年5月21日                        | 07・5H-78      | A              | ブルージーン・ベイビー                                         | 舘ひろし            | 井上大輔          | 井上大輔           |
| 1981年5月21日                        | 07・5H-78      | B              | プールサイド・スキャンダル                                     | 舘ひろし            | 舘ひろし          | 井上大輔           |
| 1981年7月21日                        | 07・5H-87      | A              | ワンモア・チャンス                                             | 舘ひろし 菊池真美   | 舘ひろし          | 井上大輔           |
| 1981年7月21日                        | 07・5H-87      | B              | ロックンロール1981                                             | 舘ひろし            | 舘ひろし          | 井上大輔           |
| ファンハウス                         |                |                |                                                                |                     |                   |                    |
| 1984年8月1日                         | 07FA-1010      | A              | 泣かないで                                                     | 今野雄二 宮原芽映   | 舘ひろし          | 神林早人           |
| 1984年8月1日                         | 07FA-1010      | B              | 今宵焦がれて                                                   | 今野雄二 宮原芽映   | 舘ひろし          |                    |
| 1985年5月22日                        | 07FA-1040      | A              | 今夜はオールライト                                             | 売野雅勇            | 舘ひろし          | 神林早人           |
| 1985年5月22日                        | 07FA-1040      | B              | DANCE AWAY                                                     | 有川正沙子          | 舘ひろし          | 神林早人           |
| 1985年8月22日                        | 07FA-1050      | A              | 絹の夜                                                         | 有川正沙子          | 舘ひろし          | 神林早人           |
| 1985年8月22日                        | 07FA-1050      | B              | DANCE･舞･乱舞                                                  | 有川正沙子 舘ひろし | 舘ひろし          | 神林早人           |
| 1986年9月29日                        | 07FA-1090      | A              | 冷たい太陽                                                     | 舘ひろし 久邇洋資   | 舘ひろし          | 神林早人           |
| 1986年9月29日                        | 07FA-1090      | B              | 君故に-My love's gone                                          | 舘ひろし 久邇洋資   | 舘ひろし          | 神林早人           |
| 1986年11月29日                       | 14FB-2064      | A              | 君故に-My Love's Gone (Extended ver.)                          | 舘ひろし 久邇洋資   | 舘ひろし          | 神林早人           |
| 1986年11月29日                       | 14FB-2064      | B-1            | DANCE･舞･乱舞 (Extended ver.)                                  | 有川正沙子 舘ひろし | 舘ひろし          | 神林早人           |
| 1986年11月29日                       | 14FB-2064      | B-2            | 冷たい太陽 (Another ver.)                                      | 舘ひろし 久邇洋資   | 舘ひろし          | 神林早人           |
| 1988年4月1日                         | 07FA-5001      | A              | 翼を拡げて〜open your heart〜                                  | 舘ひろし            | 舘ひろし          | 神林早人           |
| 1988年4月1日                         | 07FA-5001      | B              | MYSTY WOMAN                                                    | 舘ひろし 吉元由美   | 舘ひろし          | 神林早人           |
| 1989年5月1日                         | 00FD-4004      | 1              | 夜を抱きしめて                                                 | 舘ひろし 久邇洋資   | 舘ひろし          | 神林早人           |
| 1989年5月1日                         | 00FD-4004      | 2              | 幻想                                                           | 吉元由美            | 舘ひろし          | 神林早人           |
| 1990年4月25日                        | FHDF-1021      | 1              | 抱きしめて                                                     | 舘ひろし            | 舘ひろし          | 神林早人           |
| 1990年4月25日                        | FHDF-1021      | 2              | 見果てぬ夢に                                                   | 吉元由美 今野雄二   | 舘ひろし          | 神林早人           |
| 1991年8月1日                         | FHDF-1104      | 1              | いとしのマックス                                               | 荒木一郎            | 荒木一郎          | 神林早人           |
| 1991年8月1日                         | FHDF-1104      | 2              | 愚かなり我が恋                                                 | 舘ひろし 久邇洋資   | 舘ひろし          | 神林早人           |
| 1992年11月1日                        | FHDF-1222      | 1              | 濡れた瞳にくちづけを                                           | 森浩美              | 織田哲郎          | 梁邦彦             |
| 1992年11月1日                        | FHDF-1222      | 2              | STOP THE MUSIC                                                 | A.HOFFMAN           | A.HOFFMAN         | 神林早人           |
| 1994年2月2日                         | FHDF-1354      | 1              | 何故〜I DON'T WANNA SAY "Good-Bye"〜                           | 舘ひろし            | 舘ひろし          | 吉田和生           |
| 1994年2月2日                         | FHDF-1354      | 2              | 夜を駆ける想い〜THE ONLY ONE〜                                 | 吉元由美 舘ひろし   | 舘ひろし          | 吉田和生           |
| 1996年8月21日                        | FHDF-1571      | 1              | 冷たい太陽〜NEW BLOOD VERSION〜                                | 舘ひろし 久邇洋資   | 舘ひろし          | T2                 |
| 1996年8月21日                        | FHDF-1571      | 2              | Because                                                        |                     |                   |                    |
| 1997年2月5日                         | FHDF-1603      | 1              | ノーノーボーイ                                                 | 田辺昭知            | かまやつひろし    |                    |
| 1997年2月5日                         | FHDF-1603      | 2              | ノーノーボーイ (Another ver.) 〜Session〜                      | 田辺昭知            | かまやつひろし    |                    |
| 1997年2月5日                         | FHDF-1603      | 3              | ノーノーボーイ 〜Hyper MIX〜                                   | 田辺昭知            | かまやつひろし    |                    |
| 舘ひろし with THE COLTS名義          |                |                |                                                                |                     |                   |                    |
| 1998年7月23日                        | FHCF-1686      | 1              | CRY OUT〜泣いていいよ〜                                        | 舘ひろし 吉元由美   | 舘ひろし          | THE COLTS          |
| 1998年7月23日                        | FHCF-1686      | 2              | 翼を拡げて〜OPEN YOUR HEART〜                                  | 舘ひろし            | 舘ひろし          | THE COLTS          |
| BMG JAPAN                            |                |                |                                                                |                     |                   |                    |
| 2005年10月19日                       | BVCR-19067     | 1              | 貴女と…                                                        | MIZUE 舘ひろし      | 上野義雄 舘ひろし | 若草恵             |
| 2005年10月19日                       | BVCR-19067     | 2              | Kissで殺して                                                   | MIZUE 舘ひろし      | 上野義雄          | 若草恵             |
| 2005年10月19日                       | BVCR-19067     | 3              | 冷たい太陽 (Another ver.)                                      | 舘ひろし 久邇洋資   | 舘ひろし          | 神林早人           |
| テイチクエンタテインメント           |                |                |                                                                |                     |                   |                    |
| 2018年9月19日                        | TECA-10882     | 1              | ビバ!ビバ!バンビーナ                                           | 阿木燿子            | 宇崎竜童          | 船山基紀           |
| 2018年9月19日                        | TECA-10882     | 2              | ビバ!ビバ!バンビーナ（舘ひろし & フェアリー・ダンサーズ ver.） | 阿木燿子            | 宇崎竜童          | 船山基紀           |

- 冷たい太陽
  - 複数のヴァージョンが存在する：同じ曲調のままアウトロになるSINGLE ver.（映画あぶない刑事オリジナルサウンドトラック収録）、イントロがテレビ版と同じでアウトロがアコースティックギターになるAnother ver.（君故に-My love's gone 12インチ、Impressions tachi the best、TACHI THE BEST収録）・それを編集したEXTENDED ver.（Single Collection）、キーを下げアコースティックギター調のバラード・ヴァージョンであるALBUM ver.（GOLDEN SHADOW収録）が存在する。
  - 『さらば あぶない刑事』のエンディングテーマとして、2015年に再レコーディングした「冷たい太陽 Final ver.」は、ベストアルバム「ANTHOLOGY 〜40th ANNIVERSARY BEST ALBUM〜」に収録[45]。

- 翼を拡げて〜open your heart〜
  - 2ヴァージョンが存在し、テレビシリーズ第2作目の『もっとあぶない刑事』の『翼を拡げて〜open your heart〜』は、いきなりドラムから始まっているヴァージョンで、シングルカット盤で発売されたものはこのヴァージョン。イントロ部分のギターとパーカッションがあるヴァージョンは、劇場公開版映画第2作『またまたあぶない刑事』のオリジナルサウンドトラックの10曲目とアルバム『GOLDEN SHADOW』の1曲目、『あぶない刑事 TAKA THE BEST』の13曲目に収録されている。

### アルバム

#### オリジナル・アルバム
| 発売日         | 規格           | 規格品番       | アルバム                    | 備考           |
| キングレコード | キングレコード | キングレコード | キングレコード              | キングレコード |
| -------------- | -------------- | -------------- | --------------------------- | -------------- |
| 1977年9月21日  | LP             | SKS-8          | Love Letter From The U.S.A. |                |
| 1994年12月2日  | CD             | KICS-8051      | Love Letter From The U.S.A. |                |
| 1978年5月15日  | LP             | K25A-425       | SCANDAL                     |                |
| 1994年12月2日  | CD             | KICS-8052      | SCANDAL                     |                |
| 1979年6月21日  | LP             | K25A-426       | JUST ONE NIGHT              |                |
| EPIC・ソニー   |                |                |                             |                |
| 1980年7月1日   | LP             | 27・3H-21      | BABY DOLL                   |                |
| 1981年6月21日  | LP             | 28・3H-38      | Rock’n’Roll 1981            |                |
| ファンハウス   |                |                |                             |                |
| 1984年9月21日  | LP             | 28FB-2003      | IN THE MOOD                 |                |
| 1991年12月21日 | CD             | FHCF-1169      | IN THE MOOD                 |                |
| 1994年11月26日 | CD             | FHCF-8016      | IN THE MOOD                 | CD選書Q盤      |
| 1988年4月1日   | CD             | 32FD-7001      | Golden Shadow               |                |
| 1994年3月2日   | CD             | FHCF-2154      | 異邦人                      |                |

#### ライブ・アルバム
| 発売日        | レーベル       | 規格 | 規格品番    | アルバム            |
| ------------- | -------------- | ---- | ----------- | ------------------- |
| 1978年10月5日 | キングレコード | LP   | SKD-524     | THE TOUR            |
| 1981年        | EPIC・ソニー   | LP   | 40･3H-54/5  | ROLL OVER THE NIGHT |
| 1985年3月1日  | ファンハウス   | LP   | 25FD-1006/7 | 舞踏会IN武道館      |

#### カバー・アルバム
| 発売日         | レーベル        | 規格 | 規格品番  | タイトル                   | 備考                                                              |
| -------------- | --------------- | ---- | --------- | -------------------------- | ----------------------------------------------------------------- |
| 1997年10月22日 | ファンハウス    | CD   | FHCF-2395 | Strangers in the Night     |                                                                   |
| 2012年9月26日  | DefSTAR Records | CD   | DFCL-1924 | HIROSHI TACHI sings YUJIRO | 自身の未発表曲「甘い生活」も収録 第54回日本レコード大賞企画賞受賞 |

#### ベスト・アルバム
| 発売日           | 規格           | 規格品番       | タイトル |
| キングレコード   | キングレコード | キングレコード | キングレコード |
| ---------------- | -------------- | -------------- | --- |
| 1980年           | LP             | K28A-15        | クールス & 舘ひろし |
| 1980年           | LP             | SKS-112        | ベスト・アルバム Rock'n Roll Hero |
| 1982年           | LP             | 28・3H-153     | TACHI,TOUCH ME |
| 1982年           | LP             | K28A-295       | ベスト・アルバム 朝まで踊ろう |
| 1983年6月21日    | LP             | K28A-403       | ON THE HIGHWAY |
| 1984年           | LP             | K20A-482       | I LOVE EXCITING MINI |
| 1988年6月25日    | LP             | 15FD-6004      | INCLUDING 4 HITS!! Single Collection |
| 1991年1月21日    | CD             | KICS-90/2      | “THE”HIROSHI・TACHI |
| 2007年9月5日     | CD             | KICS-1328/30   | “THE”HIROSHI・TACHI |
| 1990年10月21日   | CD             | KICX-8041      | 舘ひろし 全曲集 |
| 1991年10月21日   | CD             | KICX-2028      | 舘ひろし 全曲集 |
| 1999年12月23日   | CD             | KICX-2570      | 舘ひろし 全曲集 |
| 2001年12月5日    | CD             | KICX-2721      | 舘ひろし 全曲集 |
| 2003年11月6日    | CD             | KICX-2941      | 全曲集パート2 |
| 2005年12月7日    | CD             | KICX-3361      | 舘ひろし |
| 2007年11月21日   | CD             | KICX-3560      | 決定版 舘ひろし 2008 |
| 2009年11月6日    | CD             | KICX-3766      | 決定版 舘ひろし 2010 |
| 2011年11月9日    | CD             | KICX-4026      | 決定版 舘ひろし 2012 |
| 2013年11月6日    | CD             | KICX-4249      | 決定版 舘ひろし 2014 |
| 2015年11月11日   | CD             | KICX-4543      | 決定版 舘ひろし 2016 |
| 2017年11月8日    | CD             | KICX-4807      | 決定版 舘ひろし 2018 |
| 2019年12月11日   | CD             | KICX-5110      | 決定版 舘ひろし 2020 |
| 2021年12月8日    | CD             | KICX-5143      | 決定版 舘ひろし 2021 |
| ファンハウス     |                |                | |
| 1988年12月21日   | LP             | 28FC-7037      | Impressions -Tachi the Best- |
| 1993年5月12日    | CD             | FHCF-2078      | TACHI THE BEST |
| BMG JAPAN        |                |                | |
| 2005年11月2日    | CD+DVD         | BVCR-11074     | Tachi the best collection |
| 2005年11月2日    | CD             | BVCR-11074     | Tachi the best collection |
| DefSTAR Records  |                |                | |
| 2012年10月24日   | CD             | DFCL-1943      | あぶない刑事 TAKA THE BEST※ あぶない刑事シリーズで使用された自身の楽曲を収めたベスト盤。 ※ 追加収録として使用曲のANOTHER VERSIONが収録されている。 |
| アリオラジャパン |                |                | |
| 2015年12月9日    | CD             | BVCL-690       | ANTHOLOGY 〜40th ANNIVERSARY BEST ALBUM〜 |

### タイアップ
| 曲名                                | タイアップ                                                            | 収録作品                                                 |
| ----------------------------------- | --------------------------------------------------------------------- | -------------------------------------------------------- |
| 今夜はオールライト                  | テレビ朝日系ドラマ『ただいま絶好調!』テーマソング                     | シングル「今夜はオールライト」                           |
| 絹の夜                              | テレビ朝日系ドラマ『ただいま絶好調!』挿入歌                           | シングル「絹の夜」                                       |
| 絹の夜                              | スズキ『カルタス』CFソング                                            | シングル「絹の夜」                                       |
| 冷たい太陽                          | 日本テレビ系全国ネット『あぶない刑事』エンディング・テーマ            | シングル「冷たい太陽」                                   |
| 冷たい太陽                          | 映画『あぶない刑事』主題歌                                            | シングル「冷たい太陽」                                   |
| 翼を拡げて                          | 映画『またまたあぶない刑事』主題歌                                    | シングル「翼を拡げて」                                   |
| 翼を拡げて                          | 日本テレビ系全国ネット『もっとあぶない刑事』エンディング・テーマ      | シングル「翼を拡げて」                                   |
| 夜を抱きしめて                      | 映画『もっともあぶない刑事』主題歌                                    | シングル「夜を抱きしめて」                               |
| 抱きしめて                          | NTV系『刑事貴族』エンディングテーマ                                   | シングル「抱きしめて」                                   |
| いとしのマックス                    | テレビ朝日系『代表取締役刑事』挿入歌                                  | シングル「いとしのマックス」                             |
| 濡れた瞳にくちづけを                | テレビ朝日系『愛しの刑事』エンディングテーマ                          | シングル「濡れた瞳にくちづけを」                         |
| 夜を駆ける想い〜It 's Only One〜    | 東宝映画『免許がない!』主題歌                                         | シングル「何故〜I DON'T WANNA SAY "Good-Bye"〜」         |
| 冷たい太陽〜NEW BLOOD VERSION〜     | 映画『あぶない刑事リターンズ』主題歌                                  | シングル「冷たい太陽〜NEW BLOOD VERSION〜」              |
| CRY OUT〜泣いていいよ〜             | 日本テレビ・東映提携作品『あぶない刑事フォーエヴァーTHE MOVIE』主題歌 | シングル「CRY OUT〜泣いていいよ〜」                      |
| 貴女と…                             | 映画『まだまだあぶない刑事』主題歌                                    | シングル「貴女と…」                                      |
| 冷たい太陽 Final Version            | 映画『さらば あぶない刑事』主題歌                                     | アルバム「ANTHOLOGY」                                    |
| 翼を拡げて 2024 re-recorded version | 映画『帰ってきた あぶない刑事』主題歌                                 | 「帰ってきた あぶない刑事 オリジナル・サウンドトラック」 |

## 出演作品
太字は主演。

### テレビドラマ

#### NHK
- 土曜ドラマ（総合）
  - 優しい時代 最終回（1978年3月11日）[47]
- 新宿鮫シリーズ（BS、総合） - 鮫島[48]
  - 新宿鮫〜無間人形〜（1995年7月8日・15日）[49]
  - 新宿鮫〜屍蘭〜（1997年1月11日・18日）[50]
  - 新宿鮫～毒猿～（1998年1月18日）[51]
  - 新宿鮫～氷舞（2002年3月16日）[52]
- 物書同心いねむり紋蔵（1998年4月 - 9月）
- 玩具の神様（1999年11月11日 - 25日、衛星第2） - 二谷勉[53]
- 大河ドラマ 功名が辻（2006年） - 織田信長[54]
- 坂の上の雲（2010年） - 島村速雄
- 隠密秘帖（2011年1月1日） - 神谷庄左衛門
- 土曜時代劇 隠密八百八町（2011年1月8日） - 神谷又十郎
- 土曜ドラマスペシャル 使命と魂のリミット（2011年11月5日・12日） - 西園陽平
- 連続テレビ小説 純と愛（2012年10月 - 2013年3月） - 大先真一郎
- ドラマ10 全力離婚相談（2015年1月 - 2月） - 水野豊彦
- スペシャルドラマ 経世済民の男 第一部「高橋是清」（2015年8月22日・29日） - 犬養毅
- クロスロード（2016年2月 - 3月、2017年5月 - 7月、2018年12月2日 - 12月23日、NHK BSプレミアム） - 尾関辰郎 [55]
- 土曜ドラマ 夏目漱石の妻 1話 - 2話（2016年9月24日 - 10月1日） - 中根重一
- マチ工場のオンナ（2017年11月 - 12月） - 須藤 泰造
- ぬけまいる（2018年） ‐ 伊作
- 剣樹抄〜光圀公と俺〜（2021年11月5日 - 12月24日、NHK BSプレミアム） - 柳生義仙 [56]
- 生きて、ふたたび 保護司・深谷善輔（2021年11月28日 - 2022年1月23日 、BSプレミアム） ‐ 深谷善輔[57]
- あきない世傳 金と銀（NHK BS、NHK BSプレミアム4K） - 治兵衛 役
  - あきない世傳 金と銀（2023年12月8日 - 2024年2月2日）
  - あきない世傳 金と銀2（2025年4月6日 - 5月25日）[58][59]
  - あきない世傳 金と銀3（2026年春〈予定〉 - ）[60]

#### 日本テレビ
- あぶない刑事シリーズ - 鷹山敏樹
  - あぶない刑事（1986年10月 - 1987年9月）
  - もっとあぶない刑事（1988年10月 - 1989年3月）
  - あぶない刑事フォーエヴァー TVスペシャル'98（1998年8月28日）
- 五稜郭（1988年12月30日・31日） - 伊庭八郎
- 刑事貴族（1990年4月 - 9月） - 牧俊介
- ハートを盗らないで!（1992年9月29日）
- 風林火山（1992年12月31日） - 武田信玄
- 七曲署捜査一係（太陽にほえろ!）シリーズ - 捜査第一係長・山岡英介
  - 七曲署捜査一係（1997年7月18日）
  - 七曲署捜査一係'98（1998年10月30日）
  - 七曲署捜査一係'99（1999年）
- 刑事（デカ）（2000年12月8日） - 伊庭刑事
- ドラマスペシャル 泥棒家族（2000年12月20日） - 戸野島洋介 
  - 泥棒家族（2001年4月11日・18日）
- 太陽にほえろ!2001（2002年2月8日） - 捜査第一係長・山岡英介
- 日本テレビ開局55周年記念スペシャルドラマ「東京大空襲」（2008年3月17日・18日） - 警察署長・水橋博明
- 家売るオンナの逆襲 最終話（2019年3月13日） - 社長（特別出演）

#### TBS
- 私、味方です（1995年1月 - 3月）
- パパとムスメの7日間（2007年7月1日 - 8月19日） - 川原恭一郎
- 月曜ゴールデン 警部・柘植京介（2010年9月13日） - 柘植京介
- 月曜ゴールデン 警視・深町征爾（2012年1月30日） - 深町征爾
  - 月曜ゴールデン 警視・深町征爾2（2013年7月8日）
- 月曜ゴールデン SP 八剱貴志（2015年8月31日） - 八剱貴志
- なるようになるさ。（2013年7月 - 9月） - 長島大悟
  - なるようになるさ。第2シリーズ（2014年4月 - 6月）
- 月曜名作劇場
  - 天下御免トラック野郎 銀ちゃんの事件街道!（2016年9月26日） - 竜崎銀之助[61]
  - 警視庁SP特命係（2019年3月4日） - 不破武志
- Heaven? 〜ご苦楽レストラン〜（2019年7月9日 - 9月10日、TBS） - 謎の紳士 ・伊賀（数十年後）

#### フジテレビ
- 上を向いて歩こう!（1994年4月 - 6月）
- 天使の歌声 〜小児病棟の奇跡〜（2002年8月9日）
- あゝ離婚式（2004年4月30日）
- 積木くずし真相 〜あの家族、その後の悲劇〜（2005年9月2日・3日） - 稲場信悟
- 2006春のヒューマンドラマスペシャル さいごの約束（2006年4月4日） - 山本和彦
- 金曜プレステージ 妻たちからの三行半〜夫たちの(秘)離婚回避マニュアル〜（2008年2月1日） - 檀上吾朗
- 金曜プレステージ ヤバい検事 矢場健〜ヤバケンの暴走捜査〜（2012年2月24日） - 矢場健
  - 金曜プレステージ ヤバい検事 矢場健〜ヤバケンの暴走捜査〜2（2013年1月25日）
  - 金曜プレステージ ヤバい検事 矢場健〜ヤバケンの暴走捜査〜3（2014年2月14日）
  - 赤と黒のゲキジョー ヤバい検事 矢場健〜ヤバケンの暴走捜査〜4（2014年11月14日）
- ブルーモーメント（2024年4月24日 - 6月26日） - 園部肇一[62]

#### テレビ朝日
- 西部警察シリーズ （初めてのテレビドラマ出演作品。PART1の30話までは巽総太郎 、PART1の109話以降は鳩村英次 ）
  - 西部警察 PART1（1979年10月 - 1980年5月、1981年12月 - 1982年4月）
  - 西部警察 PART-II（1982年5月 - 1983年3月）
  - 西部警察 PART-III（1983年4月 - 1984年10月）
  - テレビ朝日開局45周年記念作品・日曜洋画劇場特別企画 西部警察 SPECIAL（2004年10月31日）
- ただいま絶好調!（1985年4月 - 9月） - 戸川史郎
- ゴリラ・警視庁捜査第8班（1989年4月 - 1990年4月） - 伊達健
- 四匹の用心棒（1990年4月5日）
- 代表取締役刑事（1990年10月 - 1991年9月） - 係長 兵頭真
- 素浪人無頼旅（1991年10月31日）
- 素浪人無頼旅II（1992年3月30日）
- 愛しの刑事（1992年10月 - 1993年3月） - 羽山了 ※宅麻伸とダブル主演
- テレビ朝日開局45周年記念スペシャルドラマ 弟（2004年） - 井上正
- 祇園囃子（2005年9月24日） - 入江吾郎
- PS -羅生門-（2006年7月 - 9月） - 警部補 黒田勘太
- マグロ（2007年1月4日・5日） - 船長（前半）
- おいしいごはん 鎌倉・春日井米店（2007年11月29日） - 津村昇
- テレビ朝日開局50周年ドラマ 氷の華（2008年9月6日・9月7日） - 戸田克巳
- テレビ朝日開局50周年記念番組・平成20年度文化庁芸術祭 告知せず（2008年11月15日） - 山崎荘一
- ダンディ・ダディ?〜恋愛小説家・伊崎龍之介〜（2009年7月9日 - 9月3日） - 伊崎龍之介
- Dr.伊良部一郎 最終話（2011年3月27日） - 鳩村英輔 ※劇中の白衣デザインも担当

#### テレビ東京
- 無影燈（1996年4月12日）
- 水曜女と愛とミステリー てのひらの闇（2001年2月14日） - 堀江雅之
- 水曜ミステリー9 神楽坂署生活安全課（2005年5月25日） - 係長・高岡英治係長
  - 水曜ミステリー9 神楽坂署生活安全課2（2006年6月14日）
  - 水曜ミステリー9 神楽坂署生活安全課3（2007年10月17日）
  - 水曜ミステリー9 神楽坂署生活安全課4（2008年4月30日）
  - 水曜ミステリー9 神楽坂署生活安全課5（2008年10月8日）
- 新春ワイド時代劇 忠臣蔵〜その義その愛（2012年1月2日） - 大石内蔵助

#### WOWOW
- イヴの贈り物（2007年8月5日） - 戸辺和人
- 60 誤判対策室（2018年5月6日 - 6月3日） - 有馬英治
- ゴールデンカムイ -北海道刺青囚人争奪編- 第1話 - 第4話・第6話 - 最終話（2024年10月6日 - 27日・11月10日 - 12月1日） - 土方歳三[63][64]

### 配信ドラマ
- さらば、銃よ 警視庁特別銃装班（2023年4月14日 - 、Lemino） - 花田礼治[65]

### ラジオ
- 徳光和夫とくモリ！歌謡サタデー（2021年9月11日、ニッポン放送） - ゲスト
- 舘ひろしと柴田恭兵のオールナイトニッポンGOLD 〜映画「帰ってきた あぶない刑事」SP〜（2024年5月24日、ニッポン放送） - 柴田恭兵と共にパーソナリティ[66]

### 映画
- 暴力教室（1976年） - 喜多条仁 ※俳優デビュー作[67]
- 男組 少年刑務所（1976年） - 流全次郎[68]
- 新宿酔いどれ番地 人斬り鉄（1977年）
- 新・女囚さそり 特殊房X（1977年）
- 地獄の天使 紅い爆音（1977年）※「映画ファンのための映画まつり」助演男優賞受賞
- 皮ジャン反抗族（1978年） - 新治[69]
- 野性の証明（1978年） - 大場成明[17]
- 薔薇の標的（1980年） - 野本宏[70]
- あぶない刑事シリーズ - 鷹山敏樹
  - あぶない刑事（1987年）※「第6回 ゴールデングロス賞」マネーメイキングスター賞受賞[71]
  - またまたあぶない刑事（1988年）
  - もっともあぶない刑事（1989年）
  - あぶない刑事リターンズ（1996年）
  - あぶない刑事フォーエヴァー THE MOVIE（1998年）
  - まだまだあぶない刑事（2005年）
  - さらば あぶない刑事（2016年）※ジャパンアクションアワード2017 特別功労賞受賞[72][73]
  - 帰ってきた あぶない刑事（2024年）[74]
- 青い山脈'88（1988年） - 沼田玉雄[75]
- 免許がない!（1994年） - 南条弘 / 南すすむ[76]
- 大失恋。（1995年） - 柳田[77]
- 新・居酒屋ゆうれい（1996年） - 壮太朗[78]
- 義務と演技（1997年） - 大倉謙次[79]
- エイトレンジャー（2012年） - キャプテン・シルバー
- 終わった人（2018年） - 田代壮介[80]
- アルキメデスの大戦（2019年） - 山本五十六[81]
- ヤクザと家族 The Family（2021年） - 柴咲博[82]
- 鋼の錬金術師シリーズ - キング・ブラッドレイ（特別出演）
  - 鋼の錬金術師 完結編 復讐者スカー（2022年）[83]
  - 鋼の錬金術師 完結編 最後の錬成（2022年）[83]
- ゴールデンカムイ（2024年） - 土方歳三[84]
- 港のひかり（2025年公開予定） - 三浦諒一[85][86]

### 配信映画
- パレード（2024年2月29日、Netflix）[87]

### テレビアニメ
- ゴルゴ13（2008年） - ゴルゴ13 [88]

### ゲーム
- 龍が如く2（2006年） - 高島遼

### イベント
- 警視庁 田園調布警察署 一日署長
- 丸の内警察署 一日署長
- 初ディナーショー（2009年12月8日、岐阜県下呂温泉水明館）
- ももいろクローバーZ「桃神祭2015 エコパスタジアム大会 〜遠州大騒儀〜」（2015年8月1日） - ゲスト出演

### バラエティ
- 石原裕次郎二十三回忌特別企画「裕次郎が遺したもの」〜スーパースター伝説〜（2009年7月4日、テレビ朝日系） - ナレーション
- 石原裕次郎二十三回忌特別企画・独占生中継!裕次郎二十三回忌法要in国立競技場（2009年7月5日、テレビ朝日系）
- SONGS（2012年10月6日、NHK）

### キャスター
- ラグビーワールドカップ（2015年・2019年、日本テレビ系）※高校時代にラグビー部員だった経歴にちなみ、『応援団長』という肩書きで出演。

### CM
- スズキ
  - カルタス（1984年 - 1987年）
  - スペーシアカスタム（2013年） - 徳重聡、金児憲史、宮下裕治と共演
- 富士通 OASYS LX-3000/2000「タッチひろし」篇（1994年）[89]
- 大塚製薬
  - ポカリスエット（1988年）
  - オロナミンCドリンク（2001年）
- 東京シティ競馬（CMソング。マスコットキャラクター「うまたせ君」の声優も担当）
- 日本興亜損保
- サッポロビール「サッポロ生粋」（1995年）
- 日本コカ・コーラ「ジョージア」（2007年 - 2008年）
- ファイザー製薬（2010年）お医者さんと禁煙しよう（2010年初頭に実際に禁煙している）
- 麒麟麦酒「キリン 本格」〈辛口麦〉（2010年7月） - 石原の嵐を呼ぶ男をカバーしている。
- 宝酒造 宝焼酎「純」
- ハズキシステムズ「ハズキルーペ」 - 松野未佳と共演
- 総務省「マイナポイント事業」『マイナポイント広報室』シリーズ（2020年7月 - ） - 飯尾和樹、深川麻衣と共演
- 味の素「グリナ」（2021年9月 - ）
- サントリー「こだわり酒場のお茶サワー〜伊右衛門〜」『こだわり衛門登場』篇（2024年3月9日 - ）[90]
- アルマード チェルラー ファルコ パーフェクトクリーム（2025年4月 - ） ※仲村トオルと共演[91]
- ACジャパン ジャパン・ハート（2025年7月1日 - ）[92]

## NHK紅白歌合戦出場歴
- 出演順は「出演順/出場者数」で表す。

| 年度/放送回               | 回 | 曲目       | 出演順 | 対戦相手 | 備考                                           |
| ------------------------- | -- | ---------- | ------ | -------- | ---------------------------------------------- |
| 1984年（昭和59年）/第35回 | 初 | 泣かないで | 02/20  | 堀ちえみ |                                                |
| 2012年（平成24年）/第63回 | 2  | 嵐を呼ぶ男 | 10/25  | 伍代夏子 | 28年ぶりの出場・石原裕次郎の過去の映像とコラボ |